# Navas de Bureba
Navas de Bureba – gmina w Hiszpanii, w prowincji Burgos, w Kastylii i León, o powierzchni 8,79 km². W 2011 roku gmina liczyła 41 mieszkańców.